# Aporrheta
Aporrheta (gr.: τὰ ἀπόρρητα) – grecki termin funkcjonujący w antyku, określający obelżywe, wulgarne słownictwo. Użycie określeń tego typu było karane grzywną 500 – 1000 drachm lub też utratą czci.
Terminem tym określano także towary, których wywożenie z Aten było objęte zakazem. Były to m.in.: drewno, smoła, konopie.